# Mustapha (chanson de Bob Azzam)
Pour la chanson de Queen, voir Mustapha (chanson). Pour les autres homonymes, voir Mustapha.
Singles de Bob Azzam et son orchestre
Guarda che luna
(1959) Ismaïlia
(1960)
Mustapha est une chanson de Bob Azzam, paru sur l'album Bob Azzam 1960, en décembre 1959. Il s'agit d'une adaptation de la chanson égyptienne Ya Mustapha. Le titre rencontre un énorme succès en France, où il se classe premier du hit-parade.

## Classements
| Classement (1960)                      | Meilleure place |
| -------------------------------------- | --------------- |
| France (IFOP)                          | 1               |
| Belgique (Flandre Ultratop 50 Singles) | 1               |
| Pays-Bas (Single Top 100)              | 9               |
| Royaume-Uni (UK Singles Chart)         | 23              |
| Allemagne (Media Control AG)           | 31              |